# Polo Norte de Júpiter

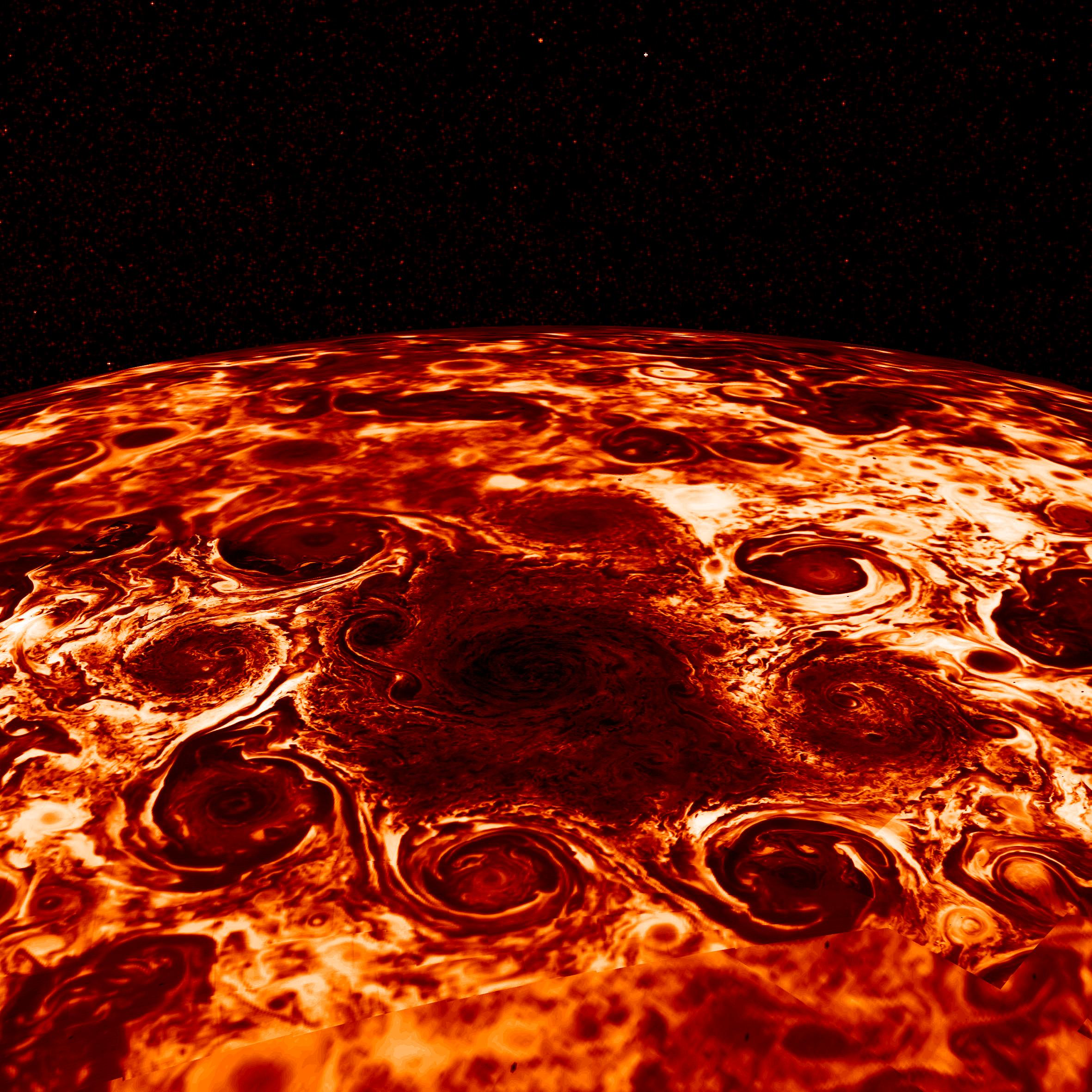
Tormentas ciclónicas rodean el Polo Norte de Júpiter, captadas en luz infrarroja por la nave espacial Juno de la NASA

El polo norte de Júpiter es el punto más septentrional de Júpiter. Al igual que el polo sur de Júpiter, tiene un color de superficie más azulado que el resto de Júpiter. Fue fotografiado por primera vez en julio de 2016 por la sonda Juno entrando en la órbita polar de Júpiter. Al mismo tiempo, se descubrió su ciclón polar, que mide poco más de 3000 km, rodeado por ocho ciclones más pequeños, cada uno de los cuales mide 2400–2800 kilómetros de diámetro. Son casi la mitad del tamaño de los ciclones del Polo Sur y forman una esquina de ocho casi regular. Todos ellos giran en sentido contrario a las agujas del reloj.
A diferencia del polo sur, donde en 2019 a los cinco ciclones periféricos se sumó un sexto, en el polo norte se encuentra una estructura de ocho ciclones periféricos, los cuales se mantienen estables hasta finales de 2020. Su estabilidad la proporciona la tendencia de los ciclones periféricos a repelerse entre sí y moverse hacia el polo, mientras que el ciclón central tiende a repelerlos a todos.
Tres de estos ciclones periféricos tienen un brillo bajo mientras que los demás ciclones resultan ser más claros. Varios ciclones más pequeños de hasta 1000 km de diámetro circulan alrededor de estos ciclones periféricos, algunos de los cuales también giran en el sentido de las agujas del reloj.
La temperatura de la atmósfera superior en esta región oscila entre los -83 °C y los -13 °C
Cuando la sonda Juno llegó a Júpiter, el polo norte estaba inmerso en la oscuridad de la noche polar, por lo que sus primeras imágenes fueron únicamente en luz infrarroja. Solo cuando la luz del sol se desplazó hacia el hemisferio norte fue posible ver todos sus ciclones a la luz del sol. Para hacer una imagen completa del polo norte, la sonda requirió cuatro acercamientos a él.
En el polo norte de Júpiter hay una gran mancha de rayos X, descubierta en el año 2000, que pulsa con un período de unos 45 minutos. Aún no se han encontrado explicaciones a este fenómeno.